# BAL Sportsmanship Award
El Basketball Africa League Manute Bol Sportsmanship Award (Jugador más deportivo de la BAL), es un premio anual otorgado por la Basketball Africa League (BAL) al jugador más deportivo de la temporada. El premio es nombrado en honor al legendario jugador sudanés Manute Bol. El primer premio fue otorgado en la temporada inaugural a Makrem Ben Romdhane en 2021.
El estadounidense Will Perry es el único jugador en ganarlo en más de una ocasión (2), además para equipos distintos.

## Ganadores
| Temporada | Jugador             | Posición | Nacionalidad    | Club                 | Ref.  |
| --------- | ------------------- | -------- | --------------- | -------------------- | ----- |
| 2021      | Makrem Ben Romdhane | Alero    | Túnez           | US Monastir          | [ 1 ] |
| 2022      | Anas Mahmoud        | Alero    | Egipto          | Zamalek              | [ 2 ] |
| 2023      | Will Perry          | Base     | Estados Unidos  | Ferroviário da Beira | [ 3 ] |
| 2024      | Will Perry (2)      | Base     | Estados Unidos  | Rivers Hoopers       | [ 4 ] |
| 2025      | Souleyman Diabate   | Base     | Costa de Marfil | Petro de Luanda      | [ 5 ] |